# Тебибајт
Тебибајт се користи као јединица мере података у рачунарству и износи 1.099.511.627.776 (240) бајтова (1024 гибибајта).